# 華亞科技
華亞科技股份有限公司（英語：Inotera Memories, Inc.），簡稱華亞科技，是台塑集團旗下的南亞科技公司與德商英飛凌在台灣成立的合資公司。藉與英飛凌的合作，直接設置12吋晶圓廠，並取得技術夥伴奇夢達的授權而投入DRAM的生產。
2008年10月13日，美光科技以4億美元的價格收購奇夢達持有的華亞科全數股權。2015年12月14日，南亞科技持有華亞科24.2%的股權出售給美光科技，並更名為台灣美光晶圓科技股份有限公司（英語：Micron Technology Taiwan, Inc.），成為美光全資子公司。